# Бакшеевские липняки
Бакше́евские липняки́ — участок естественного насаждения липы сердцевидной в Омской области. Липы сохранились с доледникового периода, когда климат в Сибири был более влажным и тёплым.

## Описание

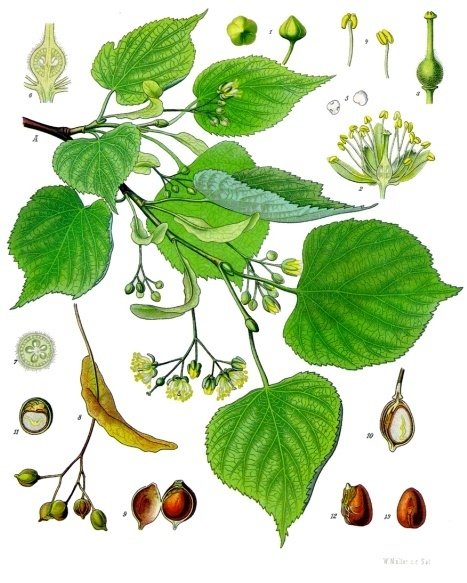
Липа сердцевидная.

Бакшеевские липняки расположены в пойме реки Бича, недалеко от деревни Бакшеево Усть-Ишимского района Омской области. Площадь липовой рощи составляет 125 га. В 1987 году решением Омского облисполкома Бакшеевские липняки объявлены памятником природы.

## Историческая справка
В раннетретичное время на территории всей Южной Сибири и Урала были широко распространены листопадно-широколиственные леса из клёна, дуба, липы, произрастали секвойя, туя, грабы, каштаны. Однородная в палеогене растительность на обширных пространствах Урала и Южной Сибири в миоцене стала дифференцироваться на уральскую, западно-сибирскую и восточно-сибирскую провинции.
К концу неогена в связи с похолоданием климата листопадно-широколиственные леса вытесняются хвойными, которые включали элементы широколиственных лесов. В период плейстоценовых оледенений умеренно-широколиственные породы (липа, вяз) и их травянистые спутники сохранялись на территории Сибири в составе горной черневой тайги. В верхнем плейстоцене наиболее теплым было казанцевское (микулинское, или рисс-вюрмское) межледниковье, когда широколиственные леса с участием ильма, липы и дуба в Сибири доходили до Подкаменной Тунгуски. В каргинское время (средневалдайский интервал) широколиственные породы, например, ильм, были отмечены в Верхнем Приобье и на востоке Сибири.
Наступившее резкое ухудшение климатических условий в голоцене привело к сокращению распространения в Сибири видов третичной лесной флоры, а затем полному исчезновению большинства из них. В результате главными древесными породами Сибири стали лиственница, пихта, сосна, берёза. Последний раз пыльца дуба в Западной Сибири отмечена ниже Тобольска 900 лет назад. Растущая в настоящее время в Сибири липа в основном посажена человеком.
В XVIII веке исследователи Сибири обнаружили, что среди сибирской тайги встречаются островки липы. Впервые такая роща была описана путешественником П. С. Палласом в 1770 году. Первоначально считалось, что эти рощи представляют собой одичавшие насаждения заброшенных пасек, пока не выяснилось, что это сохранившиеся участки давно исчезнувших широколиственных лесов. Впоследствии обнаружили некоторые отличия от европейской сердцевидной липы и выделили в отдельный вид — «липа сибирская» (Tilia Sibirica Bayer).
На данный момент остаётся неизвестным, почему остаток третичного леса сохранился именно в этом месте, а также в ряде других районов Сибири.

## Легенды о чёрной берёзе
В Сибири существуют легенды о «чёрной берёзе», растущей в укромных, отдалённых местах.
Писатель Александр Грин также рассказывал, что слышал от старателей о золотом кладе, зарытом у чёрной берёзы.
По распространённой гипотезе чёрная берёза — это сибирская реликтовая липа. Липа немного похожа на берёзу формой листьев и силуэтом дерева, отличаясь чёрным стволом. Человек, выросший в Сибири и видевший только берёзы, встретив в тайге похожее на берёзу дерево с чёрным стволом, вполне мог назвать его «чёрной берёзой».

## Другие реликтовые участки

Распространение липы на территории России и сопредельных государств (бывшего Союза ССР)

Помимо Бакшеевских в естественных условиях липняки в настоящее время сохранились только на территории Большеуковского (3493 га), Знаменского (111 га), Тевризского (94 га) районов Омской области. Благодаря принятым мерам по охране и восстановлению липы сердцевидной, их площадь за последние 35 лет в лесах Омской области увеличилась в 2,5 раза (с 2, 0 до 4, 9 тыс. га).
В России также есть ещё несколько мест, в которых произрастают реликтовые липовые рощи:
- Винновская роща (Ульяновская область)
- Липовый остров на Аргазинском водохранилище (Челябинская область)
- Кузедеевский липовый остров (Кемеровская область)
- Липовая роща в заповеднике Столбы (Красноярский край)
- Небольшие участки в Алтайском крае
- Реликтовая липовая роща в Убинском районе Новосибирской области